# Cecilie Fiskerstrand
Cecilie Hauståker Fiskerstrand (Lørenskog, Noruega; 20 de marzo de 1996) es una futbolista noruega. Juega de guardameta y su equipo actual es el LSK Kvinner FK de la Toppserien. Es internacional absoluta por la selección de Noruega desde 2014.

## Trayectoria
Fiskerstrand comenzó su carrera en 2012 en el Fortuna Ålesund de la segunda división de Noruega. En 2015 firmó en el Stabæk FK de la Toppserien.
Tras jugar cuatro años en el LSK Kvinner FK, la guardameta fichó por el Brighton & Hove Albion inglés.
En junio de 2021, Fiskerstrand regresó al LSK Kvinner FK.

## Selección nacional
Debutó por la selección de Noruega el 17 de enero de 2014 ante Inglaterra.

### Participaciones en copas del mundo
| Copa                                    | Sede                    | Resultado        |
| --------------------------------------- | ----------------------- | ---------------- |
| Copa Mundial Femenina de Fútbol de 2015 | Canadá                  | Octavos de final |
| Copa Mundial Femenina de Fútbol de 2019 | Francia                 | Cuartos de final |
| Copa Mundial Femenina de Fútbol de 2023 | Australia Nueva Zelanda | Por disputar     |

### Participaciones en copas continentales
| Copa                   | Sede         | Resultado      |
| ---------------------- | ------------ | -------------- |
| Eurocopa Femenina 2017 | Países Bajos | Fase de grupos |

## Clubes
| Club                   | País       | Año           |
| ---------------------- | ---------- | ------------- |
| Fortuna Ålesund        | Noruega    | 2012-2014     |
| Stabæk FK              | Noruega    | 2015          |
| LSK Kvinner FK         | Noruega    | 2016-2019     |
| Brighton & Hove Albion | Inglaterra | 2020-2021     |
| LSK Kvinner FK         | Noruega    | 2021-presente |

## Palmarés

### Títulos nacionales
| Título                   | Club           | País    | Año  |
| ------------------------ | -------------- | ------- | ---- |
| Toppserien               | LSK Kvinner FK | Noruega | 2016 |
| Toppserien               | LSK Kvinner FK | Noruega | 2017 |
| Toppserien               | LSK Kvinner FK | Noruega | 2018 |
| Toppserien               | LSK Kvinner FK | Noruega | 2019 |
| Copa de Noruega Femenina | LSK Kvinner FK | Noruega | 2016 |
| Copa de Noruega Femenina | LSK Kvinner FK | Noruega | 2018 |
| Copa de Noruega Femenina | LSK Kvinner FK | Noruega | 2019 |